# Middelnedertysk
Middelnedertysk eller middelsaksisk (ISO 639-3: gml) er et sprog, der nedstammer fra oldsaksisk, og selv er forfader til det senere plattysk. Det var det internationale lingua franca i Hansestæderne, og blev talt fra omkring 1100 til 1600.